# Лінійно зв'язний простір
Лінійно зв'язний простір — топологічний простір, в якому будь-які дві точки можна з'єднати неперервною кривою.

## Означення
- Розглянемо відрізок числової прямої {\displaystyle [0,1]\subset \mathbb {R} } з визначеною на ньому стандартною топологією дійсної прямої. Нехай також дано топологічний простір {\displaystyle (X,{\mathcal {T}}).} Тоді останній називається лінійно зв'язаним, якщо для будь-яких двох точок {\displaystyle x,y\in X} знайдеться неперервне відображення {\displaystyle f:[0,1]\to X} таке, що
{\displaystyle f(0)=x,\;f(1)=y.}
- Нехай дана підмножина {\displaystyle M\subset X}. Тоді на ньому природним чином визначається топологія {\displaystyle {\mathcal {T}}_{M}}, індукована {\displaystyle {\mathcal {T}}}. Якщо простір {\displaystyle \left(M,\;{\mathcal {T}}_{M}\right)} лінійно зв'язаний, то підмножина {\displaystyle M} також називається лінійно зв'язаною у {\displaystyle X}.

## Властивості
- Будь-який лінійно зв'язний простір є зв'язаним.
- Обернене твердження є невірним; наприклад замикання графіка функції {\displaystyle \sin {\tfrac {1}{x}},\;x>0} є зв'язаним, але не лінійно зв'язаним (замикання окрім самого графіка функції містить також відрізок {\displaystyle [-1,1]} на осі ординат і жодну точка цього відрізку не можна поєднати неперервною кривою із будь-якою точкою графіка).
- Неперервний образ лінійно зв'язного простору є лінійно зв'язним.
- Якщо простір X є лінійно зв'язним і {\displaystyle x,\;y\in X}, то фундаментальні групи {\displaystyle \pi _{1}(X,\;x)} і {\displaystyle \pi _{1}(X,\;y)} є ізоморфними і цей ізоморфізм визначається однозначно з точністю до внутрішнього автоморфізму {\displaystyle \pi _{1}(X,\;x)}.

## Лінійна зв'язність на числовій прямій
Будемо вважати, що {\displaystyle X=\mathbb {R} }, а {\displaystyle {\mathcal {T}}} — стандартна топологія числової прямої. Тоді
- Підмножина {\displaystyle M\subset \mathbb {R} } є лінійно зв'язною тоді і тільки тоді, коли
{\displaystyle \forall x,\;y\in M:(x\leqslant y)\Rightarrow {\bigl (}[x,\;y]\subset M{\bigr )},}

тобто будь-які дві точки входять до нього разом із з'єднучим їх відрізком.
- Будь-яка лінійно зв'язна підмножина числової прямої є скінченним або нескінченним, відкритим, напіввідкритим або замкнутим інтервалом:
{\displaystyle (a\;,b),\;[a,\;b),\;(a,\;b],\;[a,\;b],\;(-\infty ,\;b),\;(-\infty ,\;b],\;(a,\;+\infty ),\;[a,\;+\infty ).}
- Підмножина числової прямої є лінійно зв'язною тоді і тільки тоді, коли вона є зв'язною.

## Узагальнення
Багатовимірним узагальненням лінійної зв'язності є k-зв'язність (зв'язність у розмірності {\displaystyle k}). Простір {\displaystyle X} називається зв'язаним у розмірності {\displaystyle k}, якщо будь-яке відображення r-вимірної сфери {\displaystyle S^{r}} в {\displaystyle X}, де {\displaystyle r\leqslant k}, є гомотопним сталому відображенню.
Зокрема, лінійно зв'язний простір є 0-зв'язним простором, тобто будь-яке відображення дискретної множини із двох точок (нульвимірної сфери) гомотопно сталому відображенню.